# Kirurgi
Kirurgi (znanstveno ime Acanthuridae) je družina morskih rib iz reda ostrižnjakov, v katero je vključenih 86 vrst. Gre za ribe, ki se primarno zadržujejo na koralnih grebenih. Vrste iz te družine so, zaradi svoje pisane obarvanosti, priljubljene akvarijske ribe.